# Pedro Gomes (football)
Pour les articles homonymes, voir Pedro Gomes (homonymie) et Gomes.
Manuel Pedro Gomes est un footballeur portugais né le 16 octobre 1941 à Torres Novas. Il jouait au poste de défenseur.

## Biographie

### En tant que joueur
Grand joueur du Sporting Portugal, il passe 13 saisons au club. Il remporte 3 championnats et 3 coupes. En 1964, son équipe remporte la Coupe d'Europe des vainqueurs de coupe de football 1963-1964.
International, il possède 9 sélections en équipe du Portugal de 1964 à 1970.

## Palmarès

### En tant que joueur
Avec le Sporting Portugal :
- Vainqueur de la Coupe des coupes en 1964
- Champion du Portugal en 1962, 1962, 1966 et 1970
- Vainqueur de la Coupe du Portugal en 1963, 1971 et 1973

### En tant qu'entraîneur
Avec le CS Marítimo :
- Champion du Portugal D2 en 1977

Avec l'UD Leiria :
- Champion du Portugal D2 en 1981